# Five Nights at Freddy's (film)
Five Nights at Freddy's is een Amerikaanse horrorfilm uit 2023, geregisseerd door Emma Tammi. De film is gebaseerd op de gelijknamige computerspelserie van Scott Cawthon. De film ging op 25 oktober 2023 in première.

## Verhaal
In Freddy Fazbear's Pizza, een verlaten pizzeria wordt de nachtbewaker aangevallen. Wanneer hij probeert te ontsnappen wordt hij gepakt en vastgebonden aan een mysterieus martelapparaat, waaraan hij uiteindelijk overlijdt.
Mike Schmidt, een veiligheidsagent in een winkelcentrum wordt ontslagen voor het mishandelen van een bezoeker, waarvan hij verkeerdelijk dacht dat die een kind ontvoerde. Loopbaanadviseur Steve Raglan biedt hem in een gesprek een baan als nachtbewaker aan bij Freddy Fazbear's Pizza. In eerste instantie weigert Mike, maar wanneer hij de voogdij over zijn jongere zusje, Abby, dreigt kwijt te spelen aan zijn tante Jane, neemt hij de job toch aan.
Toen Mike jong was heeft hij gezien hoe zijn jongere broer, Garrett, werd ontvoerd terwijl ze met hun familie waren aan het kamperen. Hij geeft zichzelf hier de schuld van, en probeert met de hulp van een poster en natuurgeluiden in zijn droom steeds terug te keren naar dat moment, zodat hij kan zien wie Garrett heeft ontvoerd.
Voor de eerste nacht van zijn nieuwe job laat Mike Abby thuis met babysitter Max. Eenmaal aangekomen bij Freddy's bekijkt hij een oude videotape. Hierna valt hij in slaap, en hij droomt terug over de ontvoering. In de droom verschijnen er echter deze keer 5 kinderen, die meer info hebben over de ontvoering. Wanneer Mike meer probeert los te krijgen, vluchten ze. 
De volgende dag worden Max en haar broer ingehuurd door Jane om in te breken bij Freddy's en de inboedel te slopen, zodat Mike ontslagen wordt en zij de voogdij krijgt over Abby. Tijdens de shift die nacht ontmoet Mike Vanessa, een politieagente die uitlegt dat Freddy's is moeten sluiten door de verdwijning van 5 kinderen in de jaren 80. Nadat Mike Freddy's verlaat, komen Max en een bende om in te breken. Ze worden echter stuk voor stuk aangevallen en vermoord door de attracties van het restaurant: de animatronics. 4 levensgrote robots die dieren uitbeelden: Freddy de beer, Bonnie het konijn, Chica het kuiken en Foxy de vos. Door de verdwijning van Max besluit Mike om Abby mee te nemen de volgende nacht. Tijdens deze nacht valt Mike weer in slaap, en wordt hij wakker terwijl Abby op een vriendschappelijke manier aan het spelen is met de animatronics, die bezeten blijken te zijn met de geesten van de verdwenen kinderen. In Mikes droom maakt hebben de kinderen het ook over een geel konijn.
Tijdens de vierde nacht raakt Abby gewond terwijl ze samen met Vanessa met de animatronics speelt. Vanessa wordt kwaad en waarschuwt Mike om te stoppen met zoeken naar Garrett en verbiedt hem om Abby ooit nog mee te nemen naar Freddy's.
Mike geeft echter nog steeds niet op. Hij belt zijn tante Jane om op Abby te letten terwijl hij werkt. Eenmaal op zijn werk keert hij terug naar de droom. De kinderen bevestigen dat zij inderdaad de geesten zijn van de verdwenen kinderen. De leider van de kinderen stelt Mike een ruil voor: zij krijgen Abby, en Mike krijgt voor altijd vrolijke dromen over Garrett. Mike accepteert eerst, maar krijgt onmiddellijk spijt. Hierop wordt hij aangevallen door de kinderen, en wanneer hij wakker wordt blijkt hij vastgebonden te zijn aan dezelfde machine als waaraan de vorige nachtbewaker is gedood. Hij ontsnapt tijdig met de hulp van Vanessa, maar is wel zwaar gewond. Ondertussen is de leider van de kinderen naar Mikes huis gegaan om Abby te halen. Hij bezit een geelachtige versie van Freddy. Abby komt vrijwillig met hem mee naar de pizzeria.
Vanessa verzorgt Mike en legt tegelijk uit wat de ware toedracht is. De kinderen zijn vermoord door de oprichter van Freddy's: William Afton, en tevens de vader van Vanessa. Deze lokte telkens de kinderen weg terwijl hij een geel konijnenpak droeg. Door de lichamen in de animatronics te steken werden ze nooit gevonden. Ook Garrett is vermoord door Afton. 
Mike haast zich naar Freddy's, waar de animatronics bezig zijn met het opjagen van Abby om haar ook in een animatronic te steken. Mike slaagt erin de animatronics te deactiveren, maar net dan komt het gele konijn binnen en hij start de animatronics opnieuw op. William Afton blijkt Steve Raglan te zijn, de loopbaanadviseur die Mike deze job heeft gegeven. 
Abby realiseert zich dat de animatronics van tekeningen houden, en begint een tekening te maken om de geesten van de kinderen te doen inzien wat de waarheid is: dat ze misleid worden door Afton, en dat die hen heeft gedood. Deze laatste loopt Abby achterna, maar wordt tegengehouden door Vanessa, die hij neersteekt omdat ze tegenwerkt. Abby maakt haar tekening echter af, en de animatronics realiseren zich wat de waarheid is en benaderen Afton. Wanneer ze hem aanvallen klikt zijn pak echter helemaal toe, waardoor allemaal scharnieren zijn lichaam doorboren en hij stervende lijkt te zijn. Mike en Abby dragen Vanessa naar buiten terwijl het gebouw instort.
Mike en Abby hervatten hun normale leven terwijl Vanessa in coma ligt.

## Rolverdeling
| Acteur                | Personage                    |
| --------------------- | ---------------------------- |
| Josh Hutcherson       | Mike Schmidt                 |
| Elizabeth Lail        | Vanessa Monroe               |
| Piper Rubio           | Abby Schmidt                 |
| Matthew Lillard       | Steve Raglan / William Afton |
| Mary Stuart Masterson | Tante Jane                   |
| Kat Conner Sterling   | Max                          |
| David Lind            | Jeff                         |
| Christian Stokes      | Hank                         |
| Joseph Poliquin       | Carl                         |
| Michael P. Sullivan   | Doug                         |
| Grant Feely           | Cassidy / Golden Freddy      |
| Liam Hendrix          | Gabriel / Freddy Fazbear     |
| David Houston Doty    | Jeremy / Bonnie              |
| Jophielle Love        | Susie / Chica                |
| Asher Colton Spence   | Fritz / Foxy                 |
| Lucas Grant           | Garrett Schmidt              |
| Matthew Patrick       | Sparky's ober                |
| Cory Williams         | taxichauffeur                |

## Achtergrond
De film werd geregisseerd door Emma Tammi en geproduceerd door en geproduceerd door Scott Cawthon en Jason Blum namens productiebedrijven Scott Cawhton Productions en Blumhouse Productions. Het scenario werd eveneens geschreven door Tammi, Cawthon en Seth Cuddeback en is gebaseerd op de gelijknamige computerspelserie van Cawthon. De opnames van de film gingen in februari 2023 van start in New Orleans en werden in april 2023 afgerond. Hoofdrollen in de film waren onder anderen weggelegd voor Josh Hutcherson, Elizabeth Lail, Piper Rubio en Matthew Lillard.

## Release en ontvangst
Five Nights at Freddy's ging op 25 oktober 2023 in première in het Verenigd Koninkrijk. Een dag later, op 26 oktober 2023, werd de film in de Nederlandse bioscopen uitgebracht. De film werd door recensenten in het algemeen gemengd tot negatief ontvangen. Op Rotten Tomatoes heeft de film een score van 32% op basis van 213 beoordelingen. Metacritic komt op een score van 33/100, gebaseerd op 38 beoordelingen. Desondanks was de film een financieel succes; met een budget van 20 miljoen Amerikaanse dollar haalde de film een totale opbrengst van 291 miljoen dollar. Door dit succes werd de vervolgfilm Five Nights at Freddy's 2 aangekondigd.